# ノイエンガンメ強制収容所

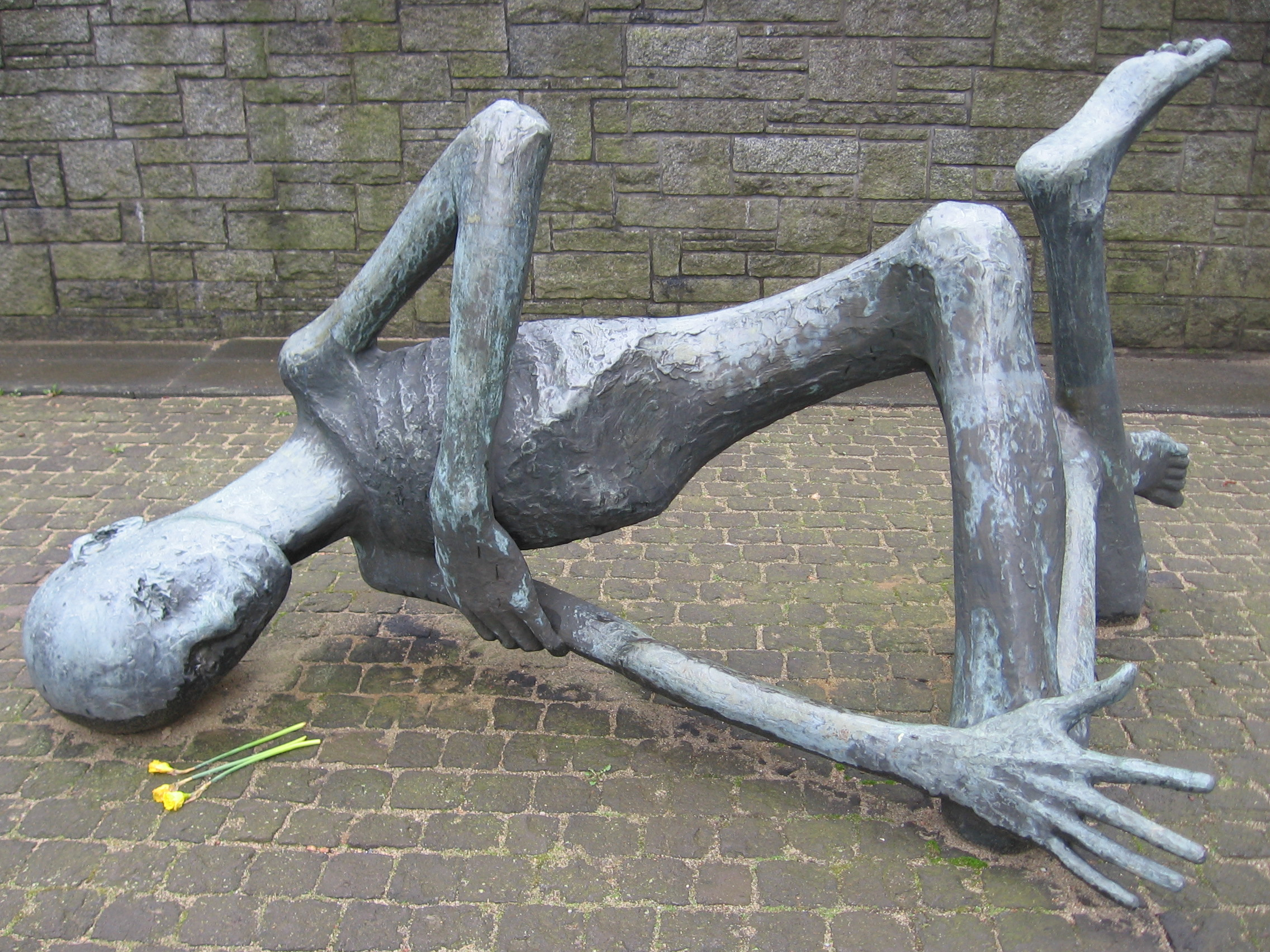
ノイエンガンメの若い女性囚人が飢死していく姿を描いた彫刻

ノイエンガンメ強制収容所（独:KZ Neuengamme）は、ナチス・ドイツの強制収容所の一つ。ハンブルク港の南東のエルベ川右岸アルテンガンメ村に存在した。

## 概要

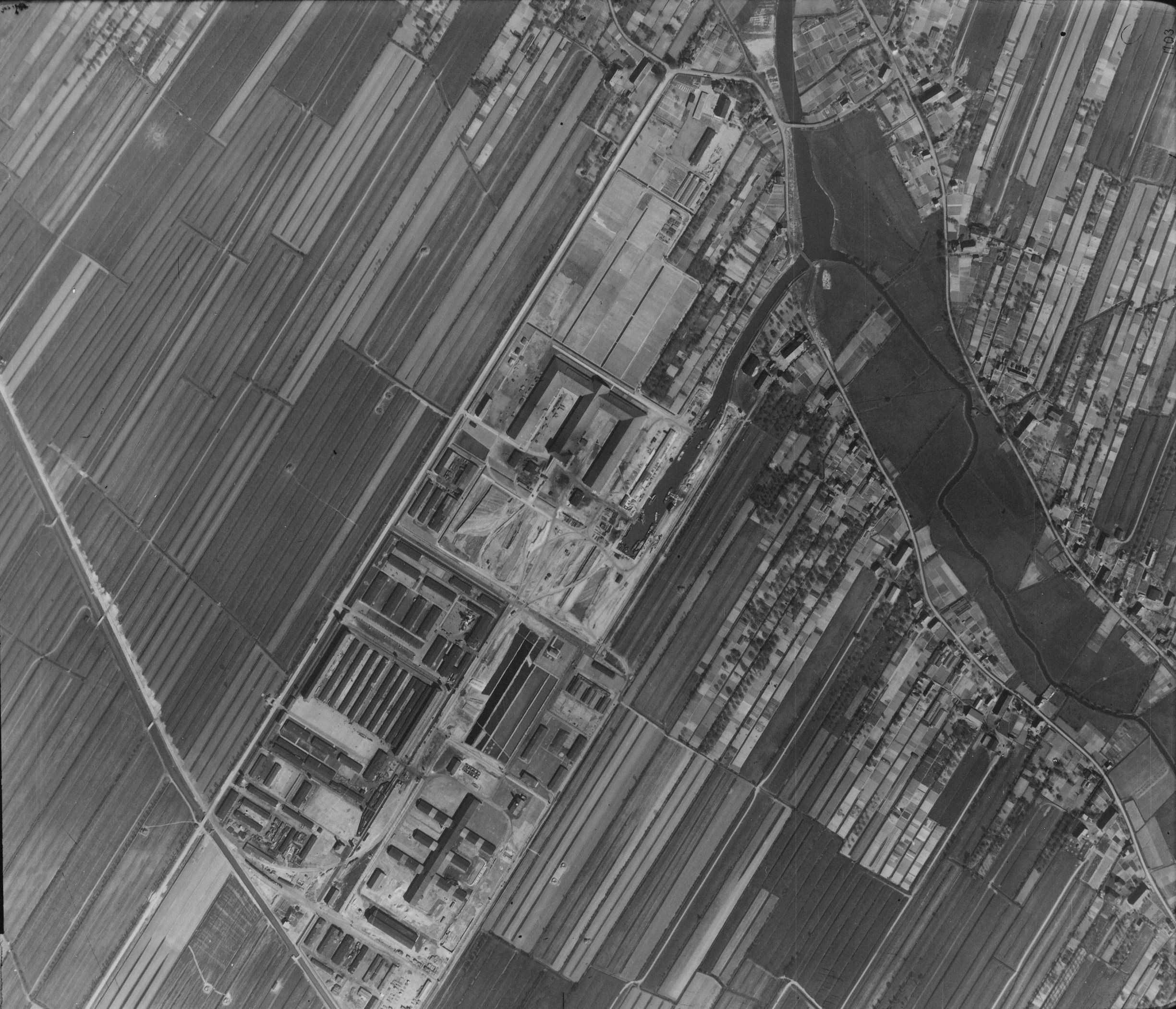
1945年4月16日にイギリス軍が撮影したノイエンガンメ強制収容所の空中写真

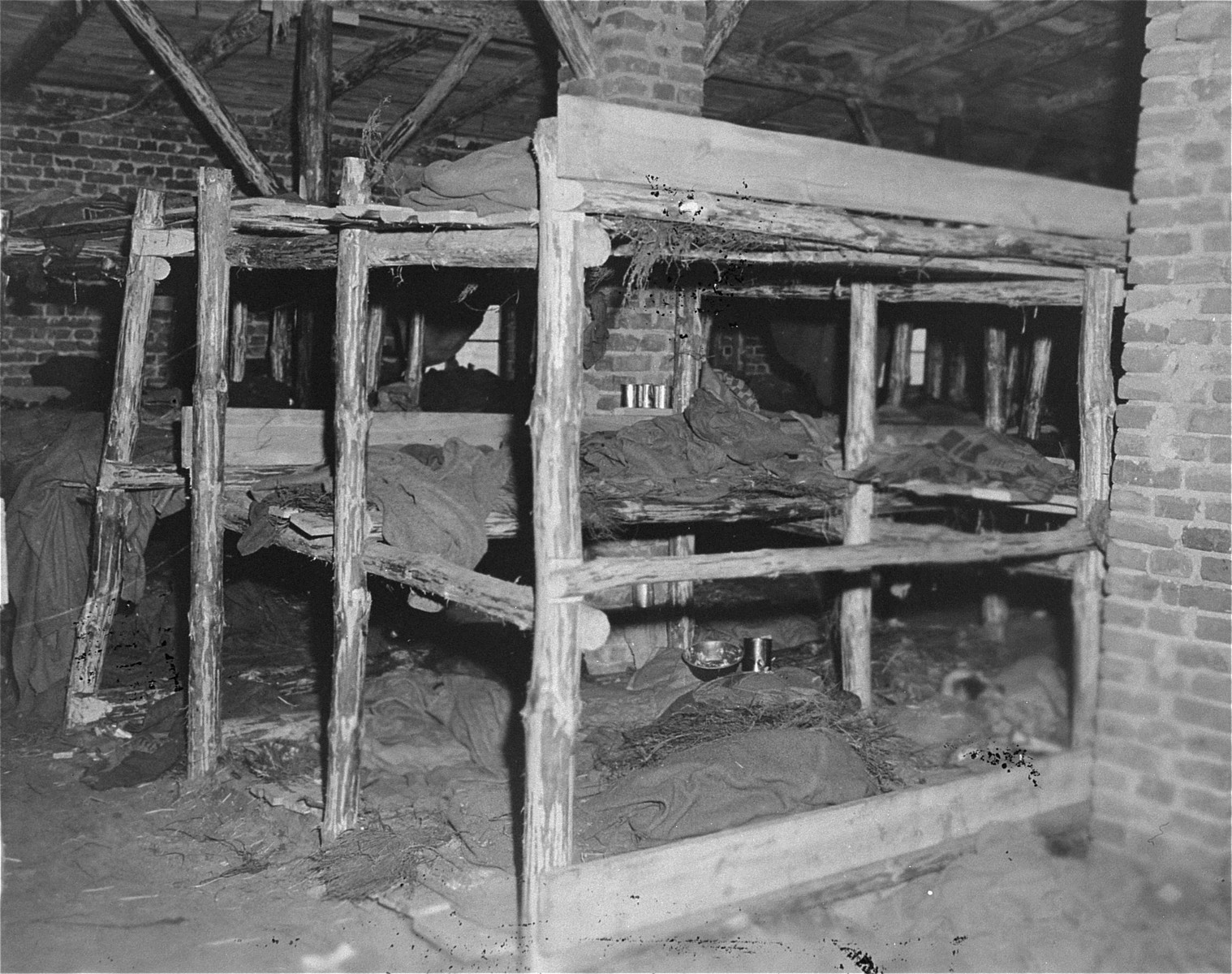
ベッド

1938年12月に水運に面したアルテンガンメにザクセンハウゼン強制収容所から作業囚人が送られてきてアルテンガンメ南外れにあった煉瓦工場が接収されて囚人の仮収容所に使用された。この仮収容所が「ノイエンガンメ」と名付けられたのに始まる。発足当初はザクセンハウゼン強制収容所の付属労働キャンプの一つだったが、1939年6月4日に独立を認められた。
1941年に国家保安本部長官ラインハルト・ハイドリヒの定めた政令ではノイエンガンメは第二カテゴリー（重大な犯罪者だが更生の見込のある者を収容する）に分類されている。
収容所の面積は1941年の時点で20ヘクタール。中庭に囚人の木造バラックが25棟存在していた。1つのバラックには300人分の寝台しかなかったが、戦争後期にはバラック1つに900人近く詰め込まれている有様だった。周囲は高さ2.5メートルの鉄条網で囲まれ、監視塔も存在した。さらに収容区全体を高さ3メートルの鉄条網が囲っていた。さらに鉄条網の先には三メートルから四メートルの堀があり、水がはられていた。
ザクセンハウゼンから独立した直後の囚人数は約1000人。1940年末の時点で3500人。1942年末に1万3000人。その後も1945年まで囚人数は増加の一途をたどった。総計で10万人以上の人がノイエンガンメへ連れてこられたとみられている。ノイエンガンメにはドイツとオランダの国境付近（ハンブルク・ブレーメン・ミンデン・ハノーファーなど）を中心に最終的に75箇所もの労働キャンプ（労働分隊）が存在した。囚人たちは軍需産業や海軍基地などに労働力を提供させられていた。様々な国から囚人が移送されてきており、特にポーランド人とロシア人が多かった。彼らはヴィシー政府の存在からフランス人囚人を「対独協力者」と決めつけて迫害することが多かったという。
ノイエンガンメは絶滅収容所ではないが、処刑センターとしても機能していた。絞首刑がほとんどであったが、ガス殺も行われていたことが戦後にイギリスが看守の親衛隊員たちに対して行った裁判で明らかにされた。1942年9月に193人、11月に251人のソ連人捕虜がガス処刑を受けたという。ただしノイエンガンメにガス室は存在せず、ガス殺にはブンカーが代用されていた。
殺害された囚人の遺体はゾンダーコマンドと呼ばれた囚人達が焼却した。ゾンダーコマンドは300人ほどで、秘密保持のために三カ月ごとに処刑されてまた新しい300人がゾンダーコマンドに任命されていた。
1945年4月、西部戦線での連合軍の接近によりまず下部労働キャンプの囚人がノイエンガンメ基幹収容所に向けて歩くよう命じられ、死の行進をさせられた（この際に病人は衛生状態が最悪のベルゲン・ベルゼン強制収容所へ移動することを命じられた）。しかし連合軍の進撃は止まらず、数日後にはノイエンガンメ基幹収容所にも撤収命令が下る。囚人のベルゲン・ベルゼン、ザントボステル、リューベックへの移送が開始された。いずれのルートも死者が大量に出たが、中でもリューベックルートは悲惨であった。リューベック到着後に貨物船に乗せられ、四回にわたるイギリス軍の急降下爆撃を受けてドイツ人たち諸共ほとんどが死亡させられた （これについてはカップ・アルコナ (客船) を参照）。

## 収容所関係者

### 所長
- 1940年2月-1940年3月、ヴァルター・アイスフェルト親衛隊少佐（de:Walter Eisfeld）
- 1940年4月-1942年8月、マルティン・ゴットフリート・ヴァイス親衛隊中佐（de:Martin Gottfried Weiss）
- 1942年9月4日-1945年5月4日、マックス・パウリー親衛隊大佐（Max Pauly）

### 看守
- ヴィルヘルム・シトリ親衛隊大尉（de:Wilhelm Schitli）1940年4月から1942年9月までの囚人収容区の区長。
- アルベルト・リュトケマイヤー親衛隊大尉（de:Albert Lütkemeyer）1942年10月から1944年3月までの囚人収容区の区長。
- アントン・トゥーマン親衛隊中尉（de:Anton Thumann）1944年4月から囚人収容区の区長。残虐で知られた。

### 囚人
- ヨハン・ヴィルヘルム・トロルマン（de:Johann Wilhelm Trollmann）ロマ民族のボクサー。
- フリッツ・プフェファー（en:Fritz Pfeffer）（ユダヤ系ドイツ人。「アンネの日記」の著者アンネ・フランクのいた隠れ家で一緒に隠れていた歯科医）
- ミシェル・オラール（fr:Michel Hollard）フランスのレジスタンス。
- ジャック・フェリックス・ビュシェール（fr:jacques Félix Bussiére）（フランス・マルセイユ警察警視総監）
- ロラン・マルロー（fr:Roland malraux）（フランスのジャーナリスト）
- アルベール・ロメール（fr:Albert Rohmer）（ストラスブール大学医学部小児外科主任）